# Сухин, Дмитрий Евгеньевич
Дмитрий Евгеньевич Сухин (род. 15 января 1995, село Мигна) — российский регбист, полузащитник схватки или полузащитник веера команды «Красный Яр» и сборной России по регби-7.

## Карьера
Регби начал заниматься с 12 лет в школе своего родного города. Первым тренером был Чупров Артём Сергеевич. В дальнейшем попал в регбийный клуб «Красный Яр». В 2015 году стал чемпионом России по регби-7 среди студентов. Как и многие другие красноярские регбисты, был в аренде в Новокузнецке. В составе «Металлурга» в 2015 году стал лучшим бомбардиром команды (85 баллов (2 попытки, 15 реализаций, 15 штрафных)). В 2017 вернулся в «Яр» и стал дважды серебряным призёром чемпионата. В 2019 году перешёл в пензенский «Локомотив», куда его пригласил хорошо знавший его по семёрочной сборной Александр Янюшкин. В начале 2022 года полностью перешел в пензенский «Локомотив».

### Карьера в сборной
С 2015 года вошёл в состав сборной России по регби-7. Чемпион Европы по регби-7 2017 года.